# Canon A-1

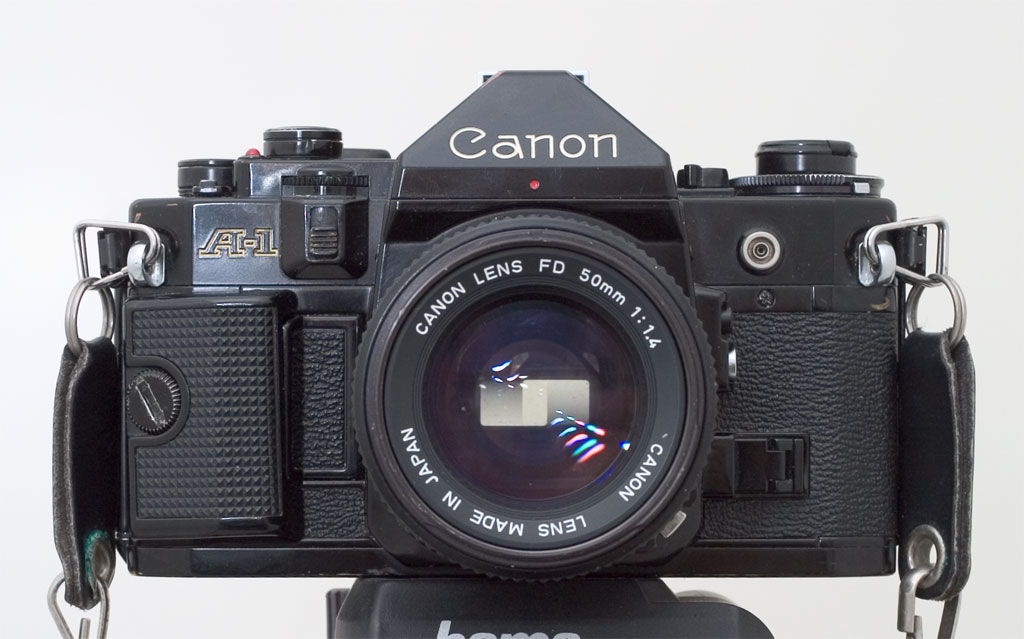

Canon A-1 är en enögd spegelreflexkamera för 35 mm  film som marknadsfördes av Canon mellan 1978 och 1985.
Det var den första kameran med både slutartids- och bländarautomatik; den kunde ställa in både tid och bländare efter ett uppgjort program (sökaren ger värdena med digitala siffror i stället för som tidigare med visare). 

## Beskrivning

### Olika exponeringstyper
- Program: kameran väljer själv både tid och bländare.
- Preferens för exponeringstiden : man ställer manuellt in exponeringstiden och kameran reglerar bländaren.
- Preferens för bländaren : man ställer manuellt in bländaröppningen och kameran väljer exponeringstiden.
- Preferens för blixt (endast med blixtar i Speedlite serien) : exponeringstiden ställs automatisk in på 1/60 sek. Kameran reglerar också bländaren.
- Manuell användning : man ställer manuellt in både exponeringstid och bländare.

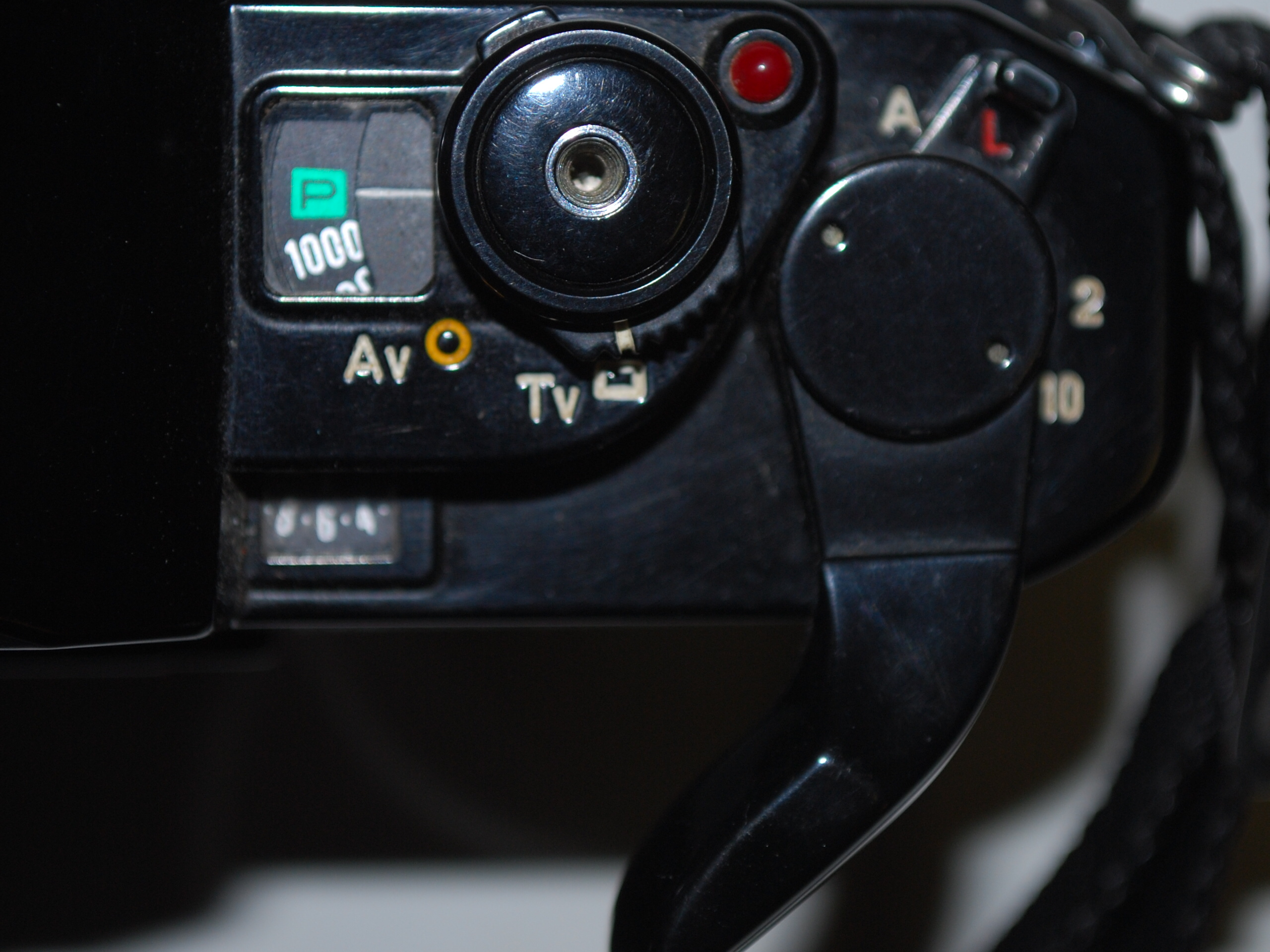
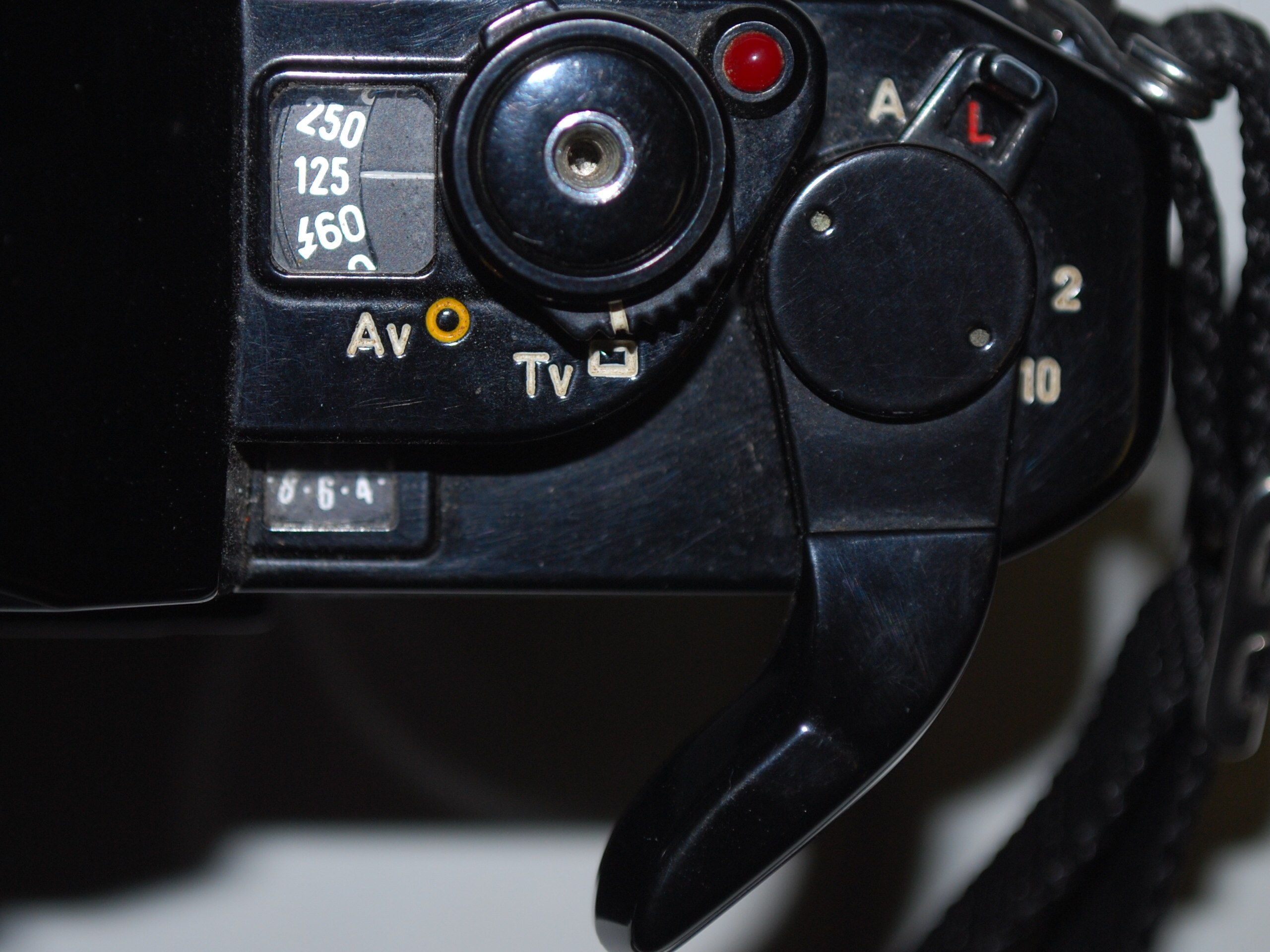
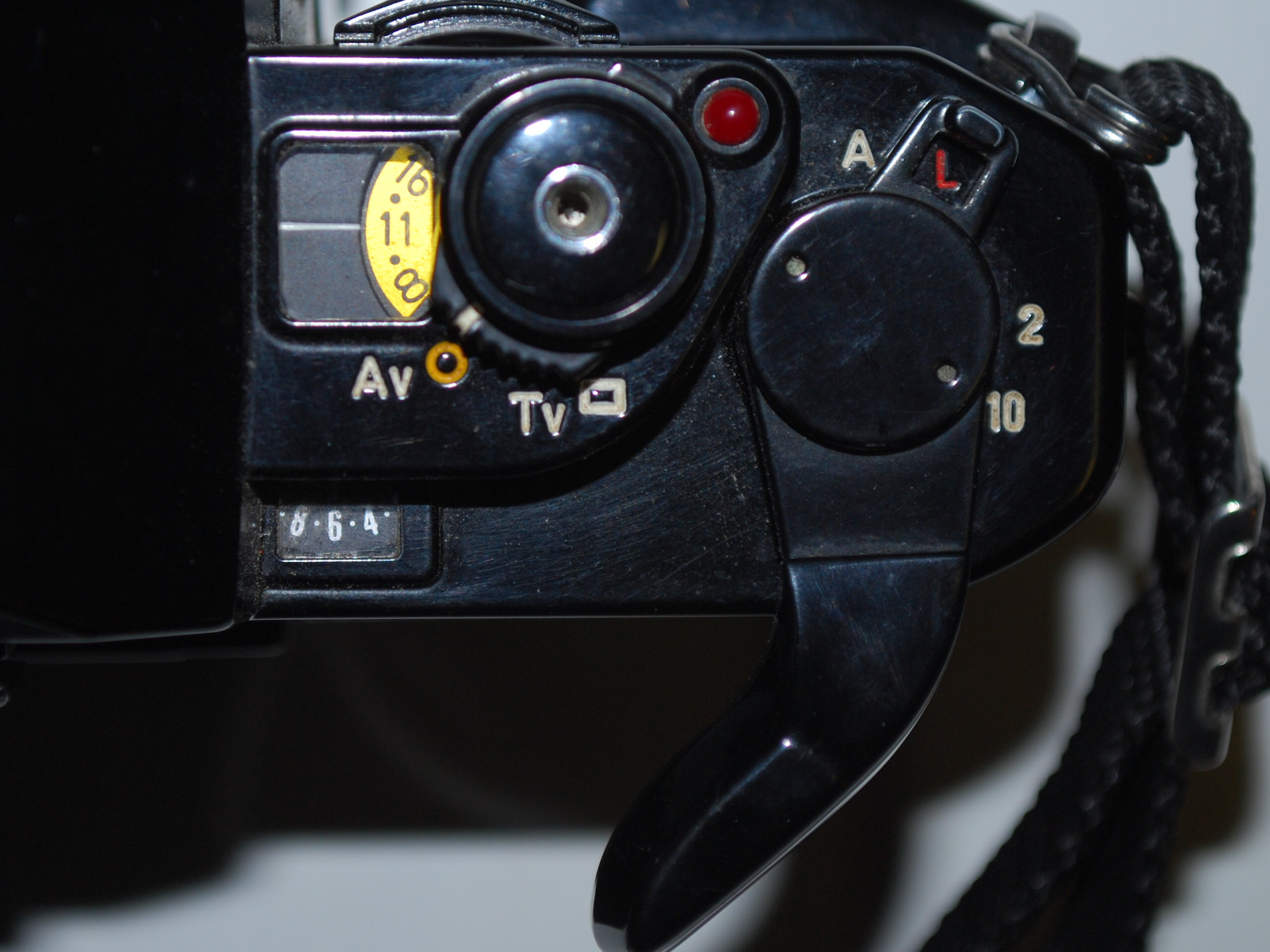
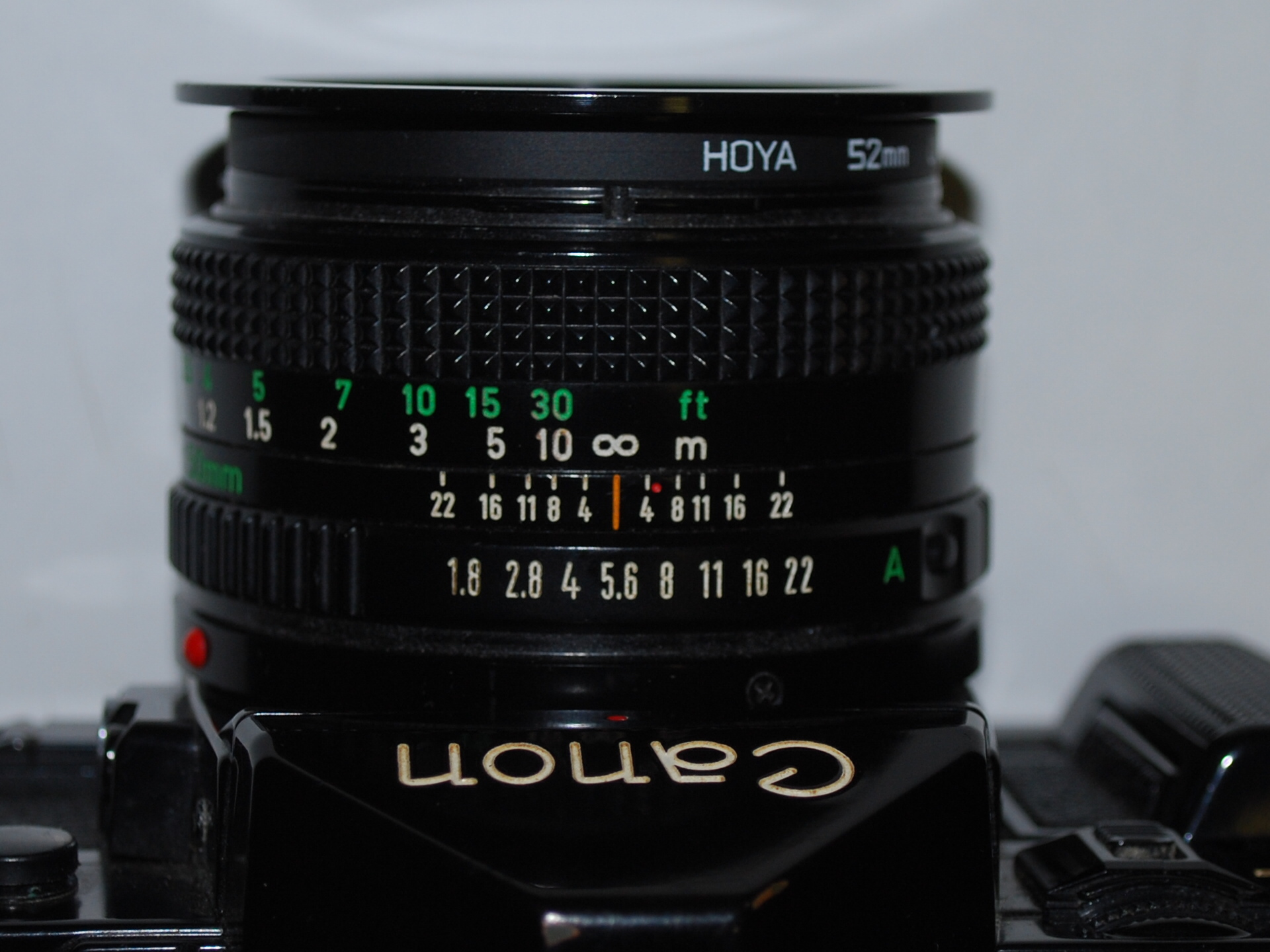
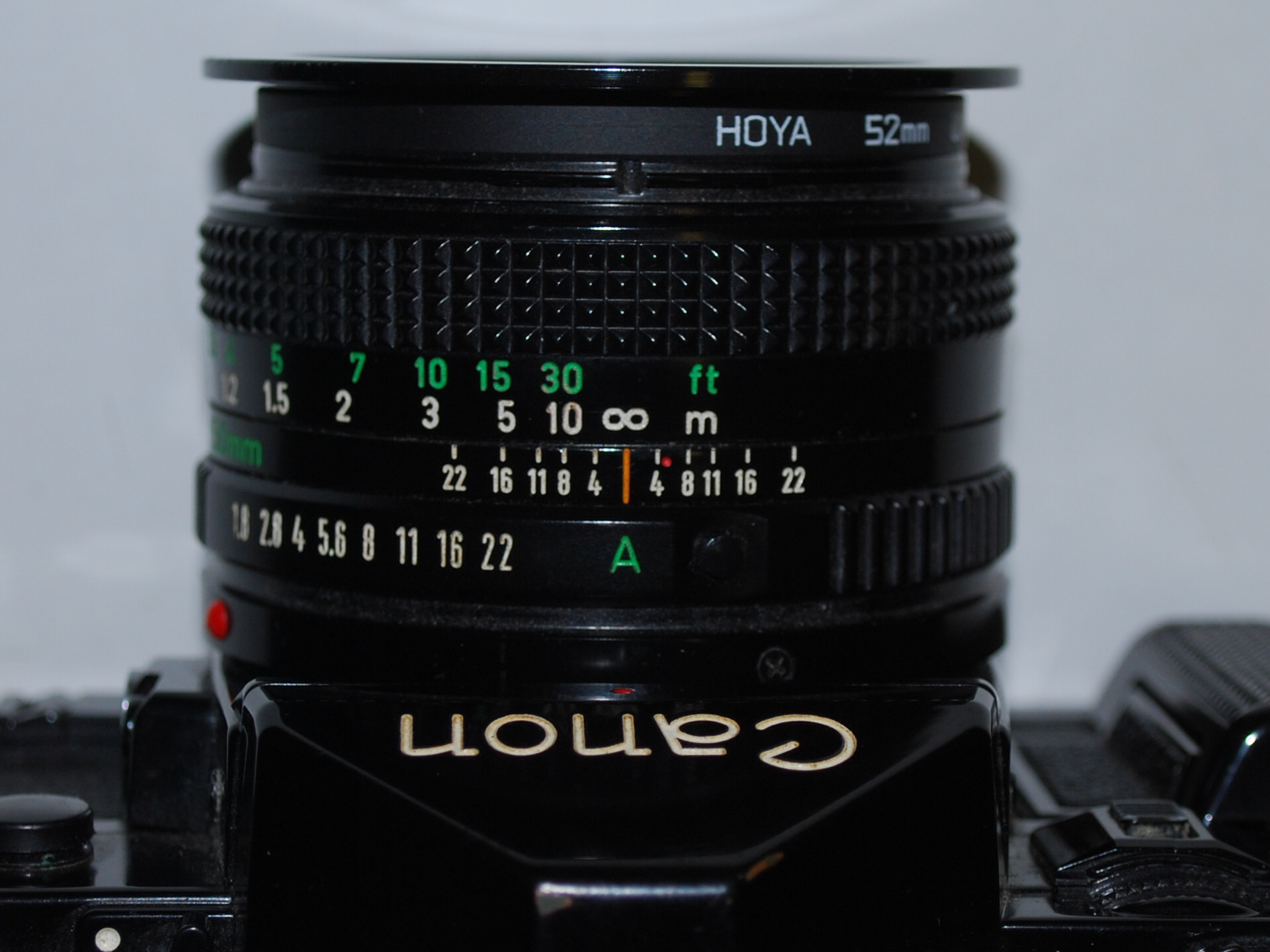

### Andra funktioner

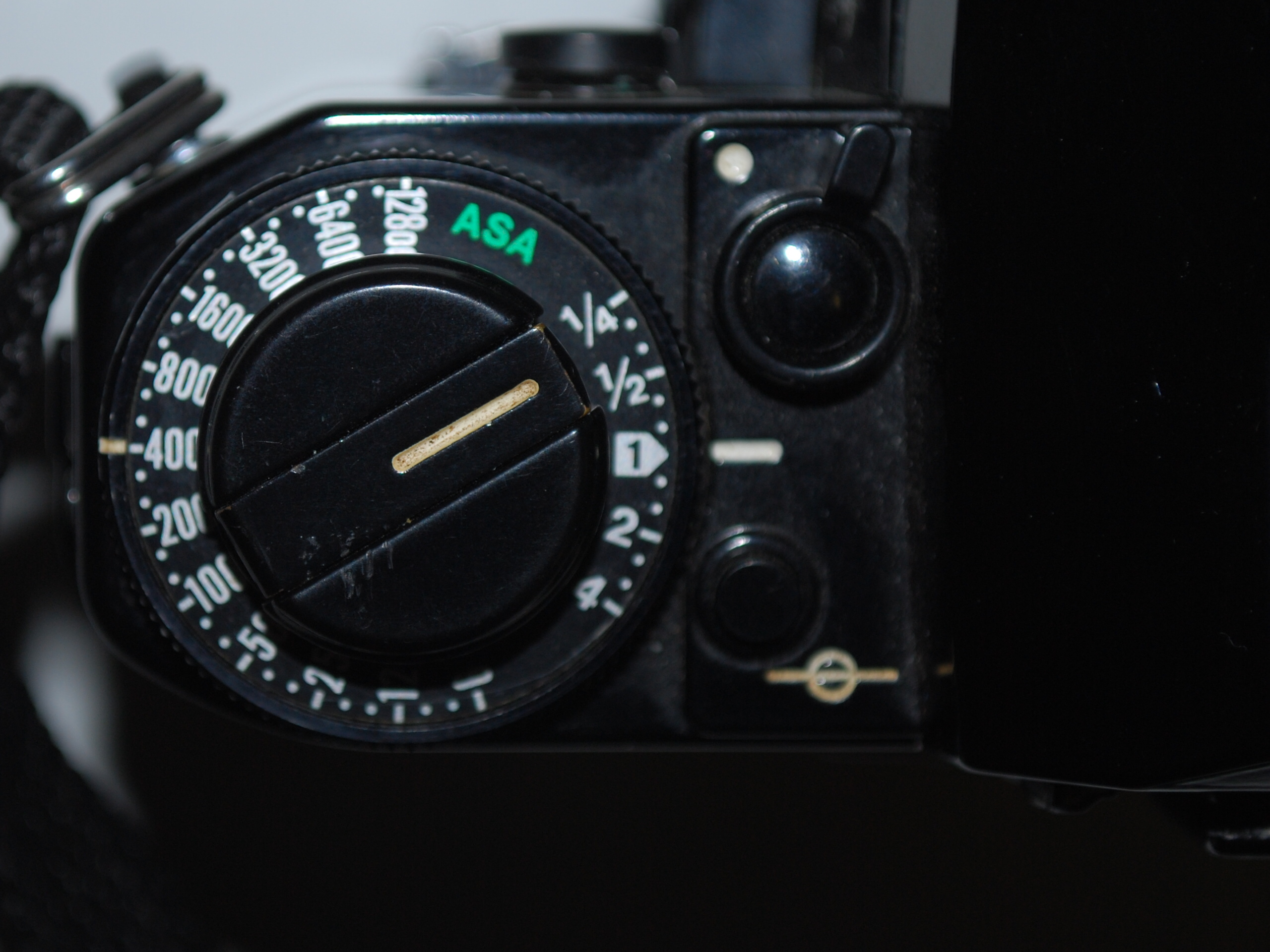

- Analog kamera som använder 35 mm (24 x 36) film med en känslighet från 6 till 12 800 ASA.
- Fördröjning för självutlösare: 2 sek eller 10 sek.
- Utlösarknappen är gängad för att kunna ta emot en fjärrutlösare.
- En spak på kameran tillåter dubbelexponering.
- Kameran mäter avståndet på tre sätt: 
  - med en ring av mikroprismor;
  - med en koincidensbaserad avståndsmätare;
  - med den matta ytan runt sökarens centrum.
- En inbyggd exponeringsmätare. Ljuset mätes för hela sökaren med dominans för centrum i blickfältet.
- Med en liten spak kan man om man vill ta bort visningen av den exponeringstid eller bländare som kameran föreslår eller fixerar (i enlighet med den exponeringstyp som valts).
- Ett reglage gör det möjligt att vid behov justera exponeringen:
  - 1/4 = underexponering med 2 öppningar;
  - 1/2 = underexponering med 1 öppning;
  - 1 = normal exponering;
  - 2 = överexponering med 1 öppning;
  - 4 = överexponeringmed 2 öppningar.

Kameran kan förses med FL- eller R- objektiv men kan då bara användas manuellt.

### Viktigare extrautrustning
- FD- objektiv.
- Blixt i Speedlite serien (155A, 177A, 188A eller 199A).
- Data Back A.
- Motor Drive A eller MA
- Vinkelsökare A2 eller B.
- Lupp S.
- 10 olika typer av korrektionsglas.
- Ögonmussla 4S.

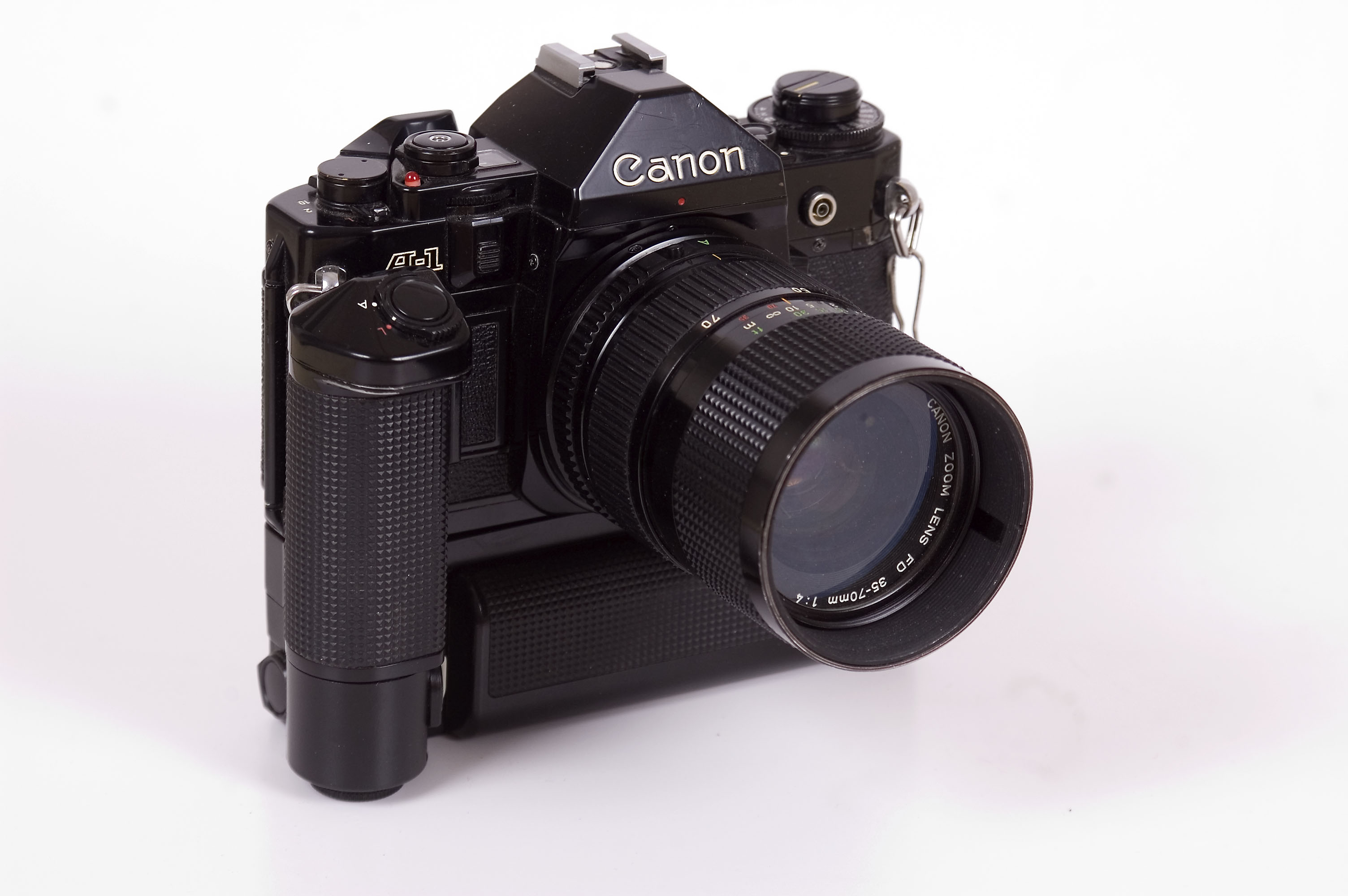
Motor Drive MA
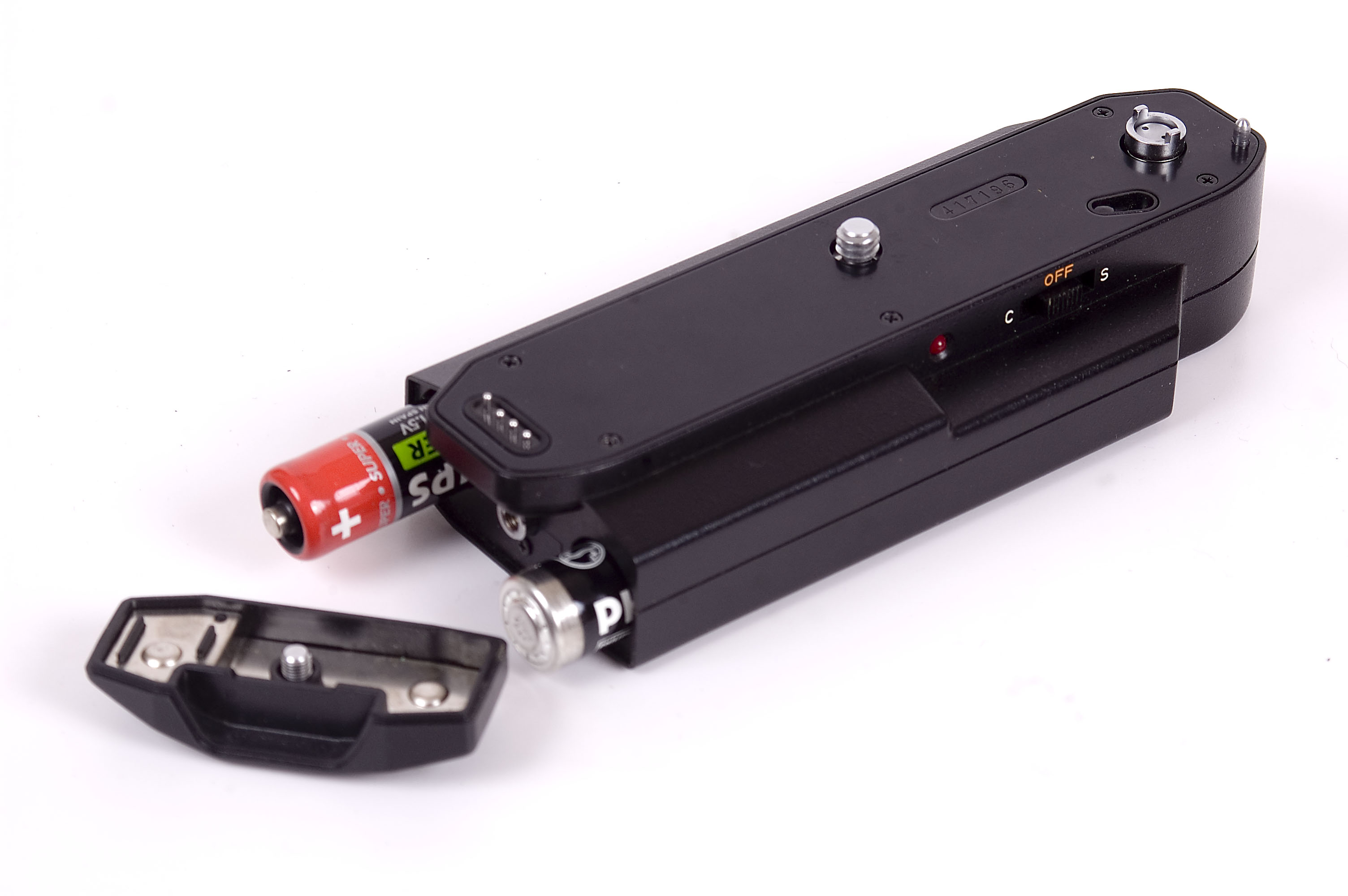
Motor Drive A